# Theobald Stein

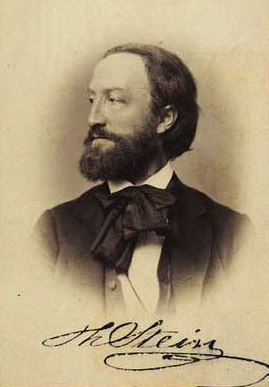
Theobald Stein.

Johan Carl Henrik Theobald Stein, född den 7 februari 1829 i Köpenhamn, död den 16 november 1901, var en dansk skulptör. Han var son till Sophus August Vilhelm Stein samt bror till Valdemar och Harald Stein.
Stein var vid konstakademien elev av medaljören Christen Christensen och av H.V. Bissen och gjorde sig tidigt bemärkt genom reliefer och statyetter (Holberg - i konstmuseet -, Bellman, Ewald). Åren 1856-1859 vistades han i Rom. 
År 1860 fick Stein utställningsmedaljen för Italiensk fiskarpojke med en vattenkruka på axeln (ett mycket populärt verk uppställt i Köpenhamn), 1861 blev han medlem av akademien, 1867 docent i anatomi, 1883 professor vid modellskolan där. Åren 1893-1896 var Theobald Stein akademiens direktör. År 1875 blev han ledamot av akademien i Stockholm. 
Stein utförde en hel rad monumentala konstverk: Holberg (sittande, framför Kungliga teatern 1873), Niels Juel (vid Holmens Kanal 1878), Carstens (på Vestre Boulevard) minnesmärket över amiral Suenson (i Nyboder 1888), Harsdorff (sittande staty, Charlottenborg), Edward Tesdorpf (i Landbohøjskolens trädgård).
Därtill kom Luther med flera statyer i Frederikskyrkan, kolossalbyster av Mynster och Martensen vid Frue-kirken, Kingo i Odense med flera samt många porträttbyster och porträttstatyetter. Bland Steins senare verk finns även statyn Lots hustru (1894 i marmor), Faustulus bärande Romulus och Remus (1896 i brons), båda i konstmuseet. 
Steins konst tillhör den antikiserande Thorvaldsenska riktningen. Han var sannolikt dennas siste representant i Danmarks skulptur. Han är representerad genom ett tjugotal arbeten i Glyptoteket och av ett trettiotal skisser i Hirschsprungs museum.